# Wassersportverein Basel
Der WSV Basel ist ein 1890 gegründeter Wassersportverein in Basel. Der Verein besteht aus den drei Sparten Wasserball, Kanu und der Schwimmschulabteilung.

## Abteilung Wasserball
Im Bereich Wasserball gibt es die Herren-, die Damenmannschaft und die Kinder- und Jugendgruppe. Die Damenmannschaft gewann von 1997 bis 2005 unter Leitung von  Michel Grasso achtmal den Schweizermeister-Titel und qualifizierte sich mehrmals für den Europacup. Die Damenmannschaft spielt in der höchsten Damenliga der Schweiz und wird zurzeit unter Leitung von  Robert Jobst mit jungen Spielerinnen neu aufgebaut. Das Herrenteam besteht aus einer Spielgemeinschaft mit dem SSG Weil am Rhein und spielt in der 1. Liga Nord. Die Jugendmannschaft befindet sich im Aufbau.

## Abteilung Kanu
Die Kanusparte begann im Jahre 1966 mit einem 2er Kanadier von Vereinsmitglied Rolf Buser. Schwimmer und Wasserballer bauten in Eigenregie die Kunststoffboote bei Rolf Buser zu Hause an der Utengasse. Die Kanuabteilung besitzt inzwischen viele Kanadier und Kajaks aller Disziplinen. Das Bootshaus befindet sich am Rhein im nahegelegenen Parc des Eaux Vives.